# 금오공업고등학교
금오공업고등학교(金烏工業高等學校)는 대한민국 경상북도 구미시 공단동에 있는 공립 고등학교이다.

## 학교 연혁
- 1971년 8월 16일 : 초대 이사장 김현옥
- 1971년 8월 18일 : 학교법인 금오학원 정관인가
- 1972년 10월 7일 : 초대 정세일 교장 취임
- 1972년 11월 15일 : 금오공업고등학교 설립인가(개교기념일)
- 1973년 3월 5일 : 제1회 입학식(기계공작과 - 선반(20), 기계조립(20), 밀링(30), 연삭(30), 정밀측정(20), 판금용접과 - 판금(30), 용접(30), 주물목형과 - 주물(20), 목형(10), 금속공업과(30) - 금속공업(30), 전자과 - 전자기기(60), 통신기기(30), 제어측정(30))
- 1973년 3월 26일 : 제301학군단 창단식 거행
- 1973년 3월 31일 : 본관 및 실험동(3,080평), 실습동 5동(1,430평), 기숙사(820평), 식당 및 목욕탕(510평), 직원사택(500평), 수위실(15평) 준공
- 1976년 2월 20일 : 제1회 졸업식 346명
- 1994년 3월 1일 : 제301학군단(RNTC) 제도 폐지
- 1996년 3월 1일 : 이갑동 제8대(공립 초대) 교장 취임, 공립 전환
- 2001년 12월 18일 : 종합실습동(전자, 기계, 전자기계동), 공동실습소 준공
- 2002년 6월 14일 : 경상북도교육청 자율학교 지정
- 2002년 8월 26일 : 중소기업청 비즈쿨 연구학교 지정
- 2002년 9월 1일 : 디지털 도서관 개관
- 2008년 3월 1일 : 경상북도교육청 지정 연구학교(2008.03.01~2011.02.28)
- 2009년 2월 16일 : 2010학년도 마이스터고 전환교로 지정
- 2010년 3월 1일 : 모바일 마이스터고 초대 곽정용 교장 취임
- 2010년 3월 2일 : 2010학년도 마이스터고 개교 선포식
- 2011년 10월 1일 : 증축 신축기숙사 준공완료(500명 수용)
- 2012년 12월 31일 : 경상북도 ‘직업교육분야’ 명품교육인증 획득
- 2022년 3월 1일 : 직업계고 학점제 선도학교 운영(2021.03.01.~2024.02.28.)
- 2024년 1월 5일 : 제49회(모바일마이스터 12기) 졸업식 190명(총 16,701명)
- 2024년 3월 1일 : 모바일 마이스터고 제4대 교장 박복재 취임
- 2024년 3월 4일 : 제52회(마이스터 15기) 입학 152명

## 설치 학과
- 전기전자과
- 자동화시스템과
- 정밀기계과

## 참고 자료
- 금오공업고등학교 - 한국교육학술정보원 학교알리미